# أمالي بنجامين
أمالي بنجامين (بالإنجليزية: Amalie Benjamin)‏ هي صحفية أمريكية، ولدت في 10 يونيو 1982 في نيوتن في الولايات المتحدة.